# Dachsteich
Der Dachsteich ist ein Stillgewässer in der Gemeinde Langen im Landkreis Offenbach in Hessen..

## Geographie
Der Dachsteich besteht aus dem westlichen Dachsteich und dem östlichen Dachsteich.
Der westliche Teich ist circa 70 m lang und maximal circa 20 m breit.
Der östliche Teich ist circa 90 m lang und maximal circa 20 m breit.
Die beiden Teiche sind miteinander verbunden.
Die Wasserfläche beträgt circa 0,2 ha.
Gespeist wird der Dachsteich durch den Zimmerlachsgraben.
Zwischen den beiden Teichen verläuft die Bogenschneise. 
Benannt wurde der Teich nach dem Dachs.

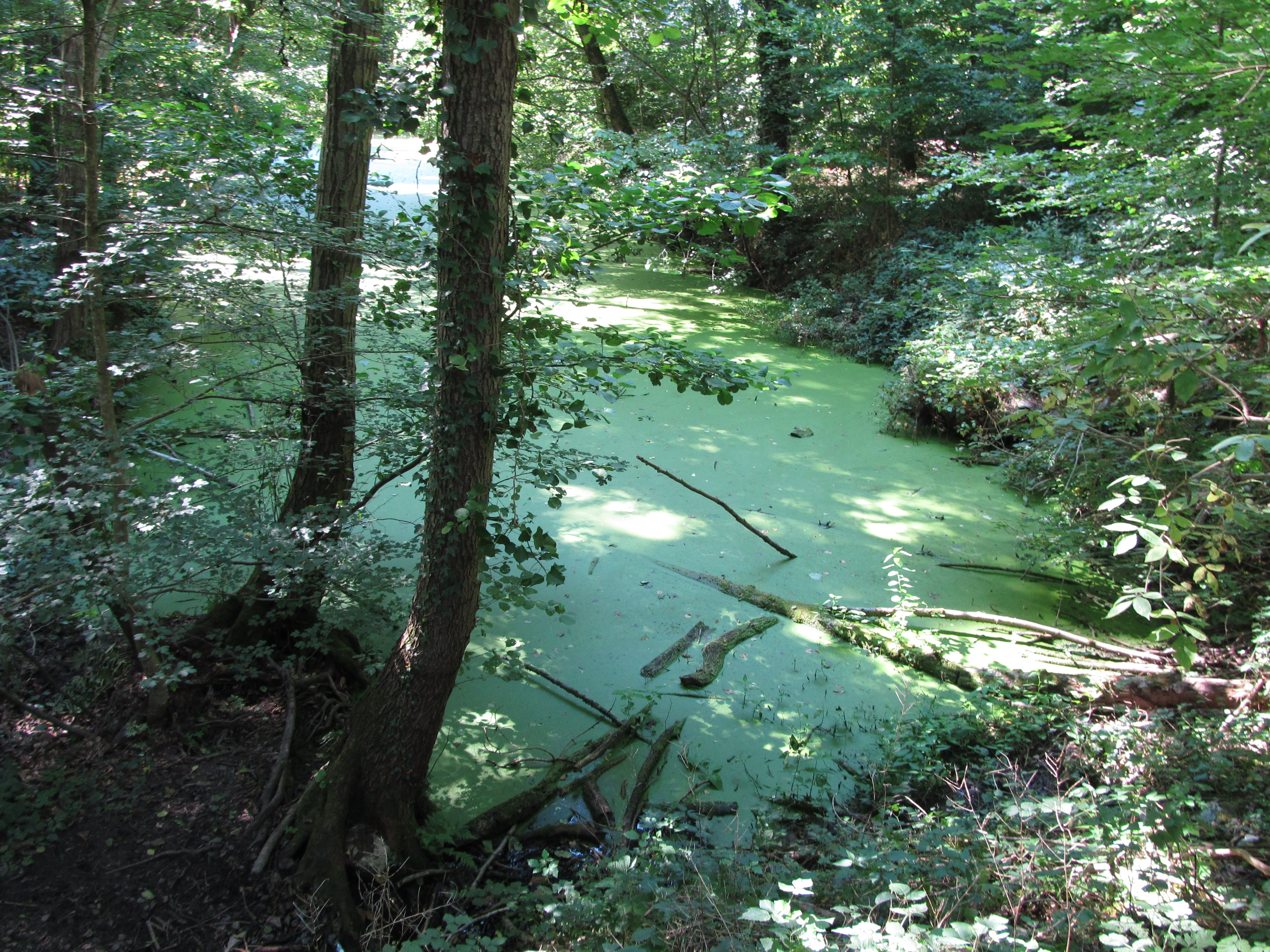
Westseite des Dachsteiches